# Corozal (district)
Corozal is een district van Belize, gelegen in het uiterste noorden van het land. De hoofdstad is de gelijknamige stad Corozal Town.
Het district heeft een oppervlakte van 1.860 km² en wordt bewoond door 41.061 mensen (2010).
Hoewel het eiland Ambergris Caye voor de kust van Corozal ligt, behoort het tot het district Belize.

## Plaatsen
Behalve de stad Corozal behoren de volgende steden en dorpen tot het district: Benque Viejo, Calcutta, Campa Pita, Chacan Chac Mol, Chan Chen, Chunch, Chunox, Cocos, Consejo, Copper Bank, Corozalito, Cowpen, Estero, Laguna, Libertad, Little Belize, Louisville, Paraíso, Patchacan, Progresso, Puebla Nueva, Ranchito, Remate, San Joaquin, Saltillo, Sarteneja, Shipstern, Tacistal, Xaibe en Xcanluum.